# Paranannopus minutus
Paranannopus minutus är en kräftdjursart som beskrevs av Smirnov 1946. Paranannopus minutus ingår i släktet Paranannopus och familjen Pseudotachidiidae. Inga underarter finns listade i Catalogue of Life.